# Hipposideros einnaythu
Hipposideros einnaythu és una espècie de ratpenat de la família dels hiposidèrids. És endèmic de Myanmar.

## Descripció

### Dimensions
És un ratpenat de petites dimensions, amb una llargada del cap i del cos entre 43,3 i 49,1 mm, la llargada de l'avantbraç entre 39,5 i 40,3 mm, la llargada de la cua entre 24,7 i 28,7 mm, la llargada del peu entre 6,5 i 7 mm i la llargada de les orelles entre 16,6 i 16,7 mm.

### Aspecte
Les parts dorsals són de color marró fosc amb la base dels pèls més clara, mentre que les parts ventrals són marrons. Les orelles són petites i triangulars. La fulla nasal presenta una porció anterior gran, rodona i amb una fulleta addicional a cada banda, un septe nasal prominent i amb l'extremitat punteguda, una porció posterior alta, amb la vora anterior superior lleugerament convexa al centre i amb tres septes verticals que la divideixen en quatre cel·les. Darrere seu hi ha una petita massa glandular. Les membranes alars són de color marró fosc. La cua és llarga i s'estén una mica més enllà de l'ample uropatagi. La primera premolar superior és petita i situada fora de la línia alveolar.

## Biologia

### Comportament
Es refugia a les cases.

### Alimentació
S'alimenta d'insectes.

## Distribució i hàbitat
Aquesta espècie és difosa al sud de Myanmar i la Tenasserim.

## Estat de conservació
Com que fou descoberta fa poc, l'estat de conservació d'aquesta espècie encara no ha estat avaluat formalment.